# Station Gernrode
Station Gernrode is het oudste station van de Harzer Schmalspurbahnen (HSB), en is samen met het station van Wernigerode het belangrijkste station van de HSB. Sinds 1887 rijden er vanuit dit station iedere dag treinen richting Mägdesprung, Alexisbad en Stiege.
Tot 2005 werd het station samen met de Deutsche Bundesbahn (DB) gedeeld. Na de stillegging van het normaalspoor van Quedlinburg naar Frose werd het station omgebouwd en rijden er sinds 2006 ook dagelijks treinen van en naar Quedlinburg. Na de stillegging van het normaalspoor is Gernrode geen overstapplaats meer.
Vlak bij het station bevindt zich ook een opstelterrein voor de stoom- en dieseltreinen. Hier worden ook de stoomtreinen bijgevuld met kolen, water en worden de treinen schoongemaakt. Voor reparaties gaan de treinen naar een ander depot.
Naast het opstelterrein heeft het station zelf ook enkele voorzieningen zoals een kassa, souvenirwinkel en een watervoorziening voor de stoomtreinen. Alle treinen stoppen 5 tot 10 minuten in Gernrode.
Quedlinburg ·
Quarmbeck ·
Bad Suderode ·
Gernrode ·
Osterteich ·
Sternhaus-Haferfeld ·
Sternhaus-Ramberg ·
Mägdesprung ·
Drahtzug ·
Alexisbad ·
Harzgerode · 
Silberhütte ·
Strassberg-Glasebach ·
Strassberg ·
Güntersberge ·
Friedrichshöhe ·
Albrechtshaus ·
Stiege ·
Hasselfelde · 
Birkenmoor ·
Eisfelder Talmühle